# ابونخیله راجز
یَعمُر بن عَدَن شهرت‌یافته به ابونُخَیلهٔ راجز (؟ -۷۶۴م) شاعر عرب بود. ابن قتیبه در الشعر و الشعراء می‌گوید از آنجا مادرش او را نزدیکی نخلی زاد، به ابونُخَیله کنیه گرفت و شهرت یافت.

## زندگی
پدرش از او در غضب شد و او را تبعید کرد. ابونخیله در روزی‌خواهی به بادیه رفت و همان‌جا نزد بدوی‌ها ادب و زبان آموخت تا اینکه خود به سرودن پرداخت.سپس روزی رجزی طولانی و سخت خواند و به «راجز» شهرت یافت. به مسلمه بن عبدالملک پیوست و او را مدح کرد و مسلمه او را به خلیفه‌ها شناساند. نزد هشام بن عبدالملک بسیار پیشرفت. هنگامی که امویان برانداخته شدند، ابونخیله به مدح عباسیان و هجو امویان پرداخت، خود را شاعر هاشمیان خواند.

ابونخیله ارجوزه‌ای سرود که در آن ابوجعفر منصور را مدح نمود و او را ترغیب کرد که ولایت‌عهدی را از پسرعمویش عیسی بن موسی به پسرش محمد المهدی برگرداند. عیسی از او در غضب شد و کشتنِ ابونخیله را تدبیر نمود.